# Atractomorpha sagittaris
Atractomorpha sagittaris är en insektsart som beskrevs av Bi, D. och Wei Ying Hsia 1981. Atractomorpha sagittaris ingår i släktet Atractomorpha och familjen Pyrgomorphidae. Inga underarter finns listade i Catalogue of Life.